# Yotoco (kommun)
Yotoco är en kommun i Colombia.   Den ligger i departementet Valle del Cauca, i den centrala delen av landet, 270 km väster om huvudstaden Bogotá. Antalet invånare är 15 563.